# دوبیه (ترستنیک)
دوبیه (به صربی: Dublje) یک منطقهٔ مسکونی در صربستان است که در Trstenik واقع شده‌است. دوبیه ۴۹۲ نفر جمعیت دارد.